# Maanmaand
De maanmaand is een tijdseenheid die wordt gebruikt om de verstreken tijd tussen twee opeenvolgende keren dat de Maan zich in precies dezelfde positie ten opzichte van de Aarde bevindt te meten. Dit is bijvoorbeeld de tijd tussen twee nieuwe manen of tussen twee volle manen. Net zoals dat voor een jaar het geval is, kent de maanmaand geen eenduidige definitie, zodat de exacte duur ervan varieert. 

## Definities
Een maanmaand kan op de volgende 5 manieren worden gedefinieerd:
- De synodische maand, de periode van de ene tot de andere nieuwe maan, ofwel de tijd tussen twee identieke syzygieën. Een synodische maand duurt gemiddeld 29,53059 dagen.
- De tropische maand, ofwel de tijd die de maan nodig heeft om terug te keren naar dezelfde ecliptische lengte gemeten vanaf het lentepunt. Als gevolg van de precessie van de equinoxen is een maanmaand iets korter dan een siderische maand, ongeveer 27,32158 dagen.
- De siderische maand, ofwel de omlooptijd van de maan ten opzichte van de Aarde binnen een vast referentiekader. Deze periode is 27,32166 dagen en wordt bepaald aan de hand van de tijd die de maan nodig heeft om aan de hemelbol een ster opnieuw te passeren.
- De anomalistische maand, ofwel de omlooptijd van de maan gemeten van het ene tot het andere perigeum. Dit is het punt waarop de maan het dichtst bij de Aarde staat (zie ook apside). Een anomalistische maand duurt gemiddeld 27,55455 dagen.
- De draconitische maand of knopenmaand, ofwel de tijd die de maan nodig heeft om tijdens het doorlopen van zijn baan het vlak van de Aarde twee keer op dezelfde plaats te doorkruisen, met andere woorden om dezelfde knoop te maken. Deze maanmaand duurt ongeveer 27,21222 dagen.

## Maankalenders
In de Islamitische kalender begint de maanmaand wanneer de nieuwe maan voor het eerst 's avonds zichtbaar is na een conjunctie. In het oude Egypte begon de nieuwe maand op het moment dat de maan niet meer zichtbaar was voor zonsopgang. Tegenwoordig is de meest gebruikte kalender de gregoriaanse kalender, waarin de duur van een maand niet wordt bepaald door de maancyclus. Deze christelijke kalender kent echter nog wel een maankalender die wordt gebruikt om de datum van Pasen te berekenen. Samaritanen en aanhangers van het Karaïtisch jodendom meten de lengte van een maand echter nog wel volledig aan de hand van maanobservaties. Ook de Hindoekalender werkt nog steeds met maanmaanden.